# Disophrys elegans
Disophrys elegans är en stekelart som beskrevs av Szepligeti 1900. Disophrys elegans ingår i släktet Disophrys och familjen bracksteklar. Inga underarter finns listade i Catalogue of Life.